# Dehnow-ye Āqā-ye Ḩasan
Dehnow-ye Āqā-ye Ḩasan (persiska: دهنو گنبکی, Deh Now-e Gonbakī, دهنو آقا حسن) är en ort i Iran.   Den ligger i provinsen Kerman, i den sydöstra delen av landet, 1 000 km sydost om huvudstaden Teheran. Dehnow-ye Āqā-ye Ḩasan ligger 718 meter över havet och antalet invånare är 435.
Terrängen runt Dehnow-ye Āqā-ye Ḩasan är platt, och sluttar brant österut. Runt Dehnow-ye Āqā-ye Ḩasan är det glesbefolkat, med 14 invånare per kvadratkilometer. Närmaste större samhälle är Shaltūkābād, 0,92 km sydost om Dehnow-ye Āqā-ye Ḩasan. Trakten runt Dehnow-ye Āqā-ye Ḩasan är ofruktbar med lite eller ingen växtlighet.